# Deborah Shelton
Deborah Shelton (Washington D.C., 21 november 1948) is een Amerikaanse actrice en schoonheidskoningin. Ze werd Miss USA in 1970 en speelde Mandy Winger in de soap Dallas.

## Biografie
Shelton werd geboren in Washington maar groeide op in Norfolk. Ze won in 1970 de Miss Virginia verkiezing en nam zo deel aan de nationale verkiezing in Miami. Ze won de titel van Miss USA en werd gekroond door uittredende Miss Wendy Dascomb, die net als haar uit Virginia kwam waardoor het de eerste keer was dat een staat twee jaar op rij won. Hierna nam ze deel aan de Miss Universe verkiezing, die ook in Miami georganiseerd werd en werd daar eerste eredame achter de Puerto Ricaanse Marisol Malaret.
In maart 1974 verscheen ze op de cover van Playboy. Ze ging hierna voor een acteercarrière en speelde vele gastrollen in series zoals Cheers, Fantasy Island, The A-Team, T.J. Hooker en The Love Boat. In 1984 speelde ze een grote rol in de film Body Double. Van 1984 tot 1987 speelde ze de rol van Mandy Winger in de serie Dallas. In 2012 nam ze de rol nog een keer op in één aflevering van de nieuwe Dallas, op de begrafenis van J.R. Ewing.
Vanaf 1977 was ze enkele jaren getrouwd met Shuki Levi van het duo Shuki & Aviva.